# Concacaf Gold Cup 2011
Concacaf Gold Cup  2011 spelades i USA under perioden 5-25 juni 2011.  Mexiko vann turneringen före USA, som finalbesegrades med 4-2 inför 93 000 åskådare på Rose Bowl i Pasadena, den 25 juni 2011.
Som turneringessegrare kvalade Mexiko in till Fifa Confederations Cup 2013 i Brasilien som representant för Concacaf.

## Deltagande lag
| Lag                                                                    | Kvalificering         | Deltagande i CONCACAF Gold Cup | Tidigare bästa resultat             |
| Nordamerikanska zonen                                                  | Nordamerikanska zonen | Nordamerikanska zonen          | Nordamerikanska zonen               |
| ---------------------------------------------------------------------- | --------------------- | ------------------------------ | ----------------------------------- |
| USA                                                                    | Värd                  | 11                             | Etta (1991, 2002, 2005, 2007)       |
| Mexiko                                                                 | Automatiskt           | 11                             | Etta (1993, 1996, 1998, 2003, 2009) |
| Kanada                                                                 | Automatiskt           | 10                             | Etta (2000)                         |
| Karibiska zonen kvalificerade genom Karibiska mästerskapet 2010        |                       |                                |                                     |
| Jamaica                                                                | Etta                  | 8                              | Fyra (1993)                         |
| Guadeloupe                                                             | Tvåa                  | 3                              | Semifinaler (2007)                  |
| Kuba                                                                   | Trea                  | 6                              | Kvartsfinaler (2003)                |
| Grenada                                                                | Fyra                  | 2                              | Första omgången (2009)              |
| Centralamerikanska zonen kvalificerade genom Copa Centroamericana 2011 |                       |                                |                                     |
| Honduras                                                               | Etta                  | 10                             | Tvåa (1991)                         |
| Costa Rica                                                             | Tvåa                  | 10                             | Tvåa (2002)                         |
| Panama                                                                 | Tvåa                  | 5                              | Tvåa (2005)                         |
| El Salvador                                                            | Fyra                  | 7                              | Kvartsfinaler (2002, 2003)          |
| Guatemala                                                              | Femma                 | 9                              | Fyra (1996)                         |

## Spelplatser
De 13 arenorna, vilka meddelades den 16 december 2010, var samma som 2009. På varje arena spelades två matcher, utom Rose Bowl där finalen spelades.
| Gruppspel                    | Gruppspel             | Gruppspel             | Gruppspel                | Gruppspel         |
| Arlington (Dallas)           | Carson (Los Angeles)  | Detroit               | Charlotte                | Miami             |
| ---------------------------- | --------------------- | --------------------- | ------------------------ | ----------------- |
| Cowboys Stadium              | The Home Depot Center | Ford Field            | Bank of America Stadium  | FIU Stadium       |
| Kapacitet: 80,000            | Kapacitet: 27,000     | Kapacitet: 65,000     | Kapacitet: 73,778        | Kapacitet: 23,500 |
| 5 juni 2011                  | 6 juni 2011           | 7 juni 2011           | 9 juni 2011              | 10 juni 2011      |
|                              |                       |                       |                          |                   |
| Tampa                        | Chicago               | Harrison (New Jersey) | Kansas City              |                   |
| Raymond James Stadium        | Soldier Field         | Red Bull Arena        | Livestrong Sporting Park |                   |
| Kapacitet: 68,857            | Kapacitet: 61,500     | Kapacitet: 25,189     | Kapacitet: 18,500        |                   |
| 11 juni 2011                 | 12 juni 2011          | 13 juni 2011          | 14 juni 2011             |                   |
|                              |                       |                       |                          |                   |
| Slutspelet                   |                       |                       |                          |                   |
| Kvartsfinaler                | Kvartsfinaler         | Semifinaler           | Final                    |                   |
| East Rutherford (New Jersey) | Washington, D.C.      | Houston               | Pasadena (Los Angeles)   |                   |
| New Meadowlands Stadium      | RFK Stadium           | Reliant Stadium       | Rose Bowl                |                   |
| Kapacitet: 82,566            | Kapacitet: 45,596     | Kapacitet: 71,500     | Kapacitet: 91,136        |                   |
| 18 juni 2011                 | 19 juni 2011          | 22 juni 2011          | 25 juni 2011             |                   |
|                              |                       |                       |                          |                   |

## Trupper
Varje lag kunde anmäla en trupp på 23 spelare.

### Avstängning av mexikanska spelare
Det meddelades under turneringen den 9 juni 2011 att fem mexikanska spelare, Antônio Naelson Sinha, Christian Bermúdez, Édgar Dueñas, Francisco Javier Rodríguez och Guillermo Ochoa, alla testeats positivt för clenbuterol inför turneringen och därför blivit petade ur laget. Mexikanskt förbundsfolk menade dock att spelarna ätit kött med medlet. CONCACAF:s generalsekreterare Chuck Blazer sa att ett möte med konfederationens landslagskommitté, som också organiserar Gold Cup, skulle hållas den 10 juni 2011, där Mexiko kanske skulle tillåtas ersätta spelarna. Mötet ställdes dock in så att mer information skulle kunna samlas upp. Mexikos fotbollsförbund meddelade den 14 juni 2011 att B-proverna var negativa.
Organisationskommittén meddelade den 19 juni 2011 att Mexiko skulle få ersätta de avstänga spelarna.

## Lottning
Lottningen och spelschemat presenterades på CONCACAF:s webbplats den 8 mars 2011 klockan 12 pm ET. Turneringen spelades under perioden 5-25 juni 2011 på 13 olika arenor runtom i USA, med finalen på Rose Bowl i Pasadena.

## Gruppspel
De 12 lagen delades in i tre fyrlagsgrupper där de två bästa samt de två bästa grupptreorna gick till kvartsfinal.
Om två lag kom på samma poäng avgjorde:
1. Flest poäng bland de lag som inte kunde skiljas åt.
2. Bäst målskillnad i matcher mellan de lag som inte kunde skiljas åt..
3. Flest antal gjorda mål i matcher mellan de lag som inte kunde skiljas åt..
4. Bäst målskillnad i alla gruppspelsmatcher.
5. Flest antal gjorda mål i alla gruppspelsmatcher.
6. Lottdragning.

Ettorna, tvåorna, och de två bästa treorna från varje grupp, avancerar till kvartsfinal.

### Grupp A
| Nr | Lag         | S | V | O | F | GM | IM | MS  | P |
| -- | ----------- | - | - | - | - | -- | -- | --- | - |
| 1  | Mexiko      | 3 | 3 | 0 | 0 | 14 | 1  | +13 | 9 |
| 2  | Costa Rica  | 3 | 1 | 1 | 1 | 7  | 5  | +2  | 4 |
| 3  | El Salvador | 3 | 1 | 1 | 1 | 7  | 7  | 0   | 4 |
| 4  | Kuba        | 3 | 0 | 0 | 3 | 1  | 16 | −15 | 0 |

|             | 5 juni 2011 | Costa Rica                                                               | 5 – 0           | Kuba | Cowboys Stadium                                                 |                                                                 |
| 17:00 UTC−5 | 17:00 UTC−5 | Marco Ureña 7′, 46′ Álvaro Saborío 41′ Heiner Mora 47′ Joel Campbell 71′ | (2 – 0) Rapport |      | Arlington, Texas Publik: 80 108 Domare: Roberto Moreno (Panama) | Arlington, Texas Publik: 80 108 Domare: Roberto Moreno (Panama) |
| 17:00 UTC−5 | 17:00 UTC−5 |                                                                          |                 |      | Arlington, Texas Publik: 80 108 Domare: Roberto Moreno (Panama) | Arlington, Texas Publik: 80 108 Domare: Roberto Moreno (Panama) |
| 17:00 UTC−5 | 17:00 UTC−5 |                                                                          |                 |      | Arlington, Texas Publik: 80 108 Domare: Roberto Moreno (Panama) | Arlington, Texas Publik: 80 108 Domare: Roberto Moreno (Panama) |

|             | 5 juni 2011 | Mexiko                                                                       | 5 – 0           | El Salvador | Cowboys Stadium                                                     |                                                                     |
| 15:00 UTC−5 | 15:00 UTC−5 | Efraín Juárez 55′ Aldo de Nigris 58′ Javier Hernández 60′, 67′, 90+5′ (str.) | (0 – 0) Rapport |             | Arlington, Texas Publik: 80 108 Domare: Enrico Wijngaarde (Surinam) | Arlington, Texas Publik: 80 108 Domare: Enrico Wijngaarde (Surinam) |
| 15:00 UTC−5 | 15:00 UTC−5 |                                                                              |                 |             | Arlington, Texas Publik: 80 108 Domare: Enrico Wijngaarde (Surinam) | Arlington, Texas Publik: 80 108 Domare: Enrico Wijngaarde (Surinam) |
| 15:00 UTC−5 | 15:00 UTC−5 |                                                                              |                 |             | Arlington, Texas Publik: 80 108 Domare: Enrico Wijngaarde (Surinam) | Arlington, Texas Publik: 80 108 Domare: Enrico Wijngaarde (Surinam) |

|             | 9 juni 2011 | Costa Rica           | 1 – 1           | El Salvador        | Bank of America Stadium                                             |                                                                     |
| 19:00 UTC−4 | 19:00 UTC−4 | Randall Brenes 90+5′ | (0 – 1) Rapport | 45′ Rodolfo Zelaya | Charlotte, North Carolina Publik: 46 012 Domare: Jair Marrufo (USA) | Charlotte, North Carolina Publik: 46 012 Domare: Jair Marrufo (USA) |
| 19:00 UTC−4 | 19:00 UTC−4 |                      |                 |                    | Charlotte, North Carolina Publik: 46 012 Domare: Jair Marrufo (USA) | Charlotte, North Carolina Publik: 46 012 Domare: Jair Marrufo (USA) |
| 19:00 UTC−4 | 19:00 UTC−4 |                      |                 |                    | Charlotte, North Carolina Publik: 46 012 Domare: Jair Marrufo (USA) | Charlotte, North Carolina Publik: 46 012 Domare: Jair Marrufo (USA) |

|             | 9 juni 2011 | Kuba | 0 – 5           | Mexiko                                                                   | Bank of America Stadium                                                      |                                                                              |
| 21:00 UTC−4 | 21:00 UTC−4 |      | (0 – 1) Rapport | 35′, 76′ Javier Hernández 63′, 68′ Giovani dos Santos 65′ Aldo de Nigris | Charlotte, North Carolina Publik: 46 012 Domare: Courtney Campbell (Jamaica) | Charlotte, North Carolina Publik: 46 012 Domare: Courtney Campbell (Jamaica) |
| 21:00 UTC−4 | 21:00 UTC−4 |      |                 |                                                                          | Charlotte, North Carolina Publik: 46 012 Domare: Courtney Campbell (Jamaica) | Charlotte, North Carolina Publik: 46 012 Domare: Courtney Campbell (Jamaica) |
| 21:00 UTC−4 | 21:00 UTC−4 |      |                 |                                                                          | Charlotte, North Carolina Publik: 46 012 Domare: Courtney Campbell (Jamaica) | Charlotte, North Carolina Publik: 46 012 Domare: Courtney Campbell (Jamaica) |

|             | 12 juni 2011 | El Salvador                                                                                            | 6 – 1           | Kuba               | Soldier Field                                                              |                                                                            |
| 17:00 UTC−5 | 17:00 UTC−5  | Rodolfo Zelaya 13′, 71′ Osael Romero 29′ Léster Blanco 69′ Arturo Álvarez 84′ Eliseo Quintanilla 90+4′ | (2 – 0) Rapport | 83′ Yénier Márquez | Chicago, Illinois Publik: 62 000 Domare: Neal Brizan (Trinidad och Tobago) | Chicago, Illinois Publik: 62 000 Domare: Neal Brizan (Trinidad och Tobago) |
| 17:00 UTC−5 | 17:00 UTC−5  | |                 |                    | Chicago, Illinois Publik: 62 000 Domare: Neal Brizan (Trinidad och Tobago) | Chicago, Illinois Publik: 62 000 Domare: Neal Brizan (Trinidad och Tobago) |
| 17:00 UTC−5 | 17:00 UTC−5  | |                 |                    | Chicago, Illinois Publik: 62 000 Domare: Neal Brizan (Trinidad och Tobago) | Chicago, Illinois Publik: 62 000 Domare: Neal Brizan (Trinidad och Tobago) |

|             | 12 juni 2011 | Mexiko                                                        | 4 – 1           | Costa Rica      | Soldier Field                                                    |                                                                  |
| 19:00 UTC−5 | 19:00 UTC−5  | Rafael Márquez 17′ Andrés Guardado 19′, 26′ Pablo Barrera 38′ | (4 – 0) Rapport | 69′ Marco Ureña | Chicago, Illinois Publik: 62 000 Domare: Roberto Moreno (Panama) | Chicago, Illinois Publik: 62 000 Domare: Roberto Moreno (Panama) |
| 19:00 UTC−5 | 19:00 UTC−5  |                                                               |                 |                 | Chicago, Illinois Publik: 62 000 Domare: Roberto Moreno (Panama) | Chicago, Illinois Publik: 62 000 Domare: Roberto Moreno (Panama) |
| 19:00 UTC−5 | 19:00 UTC−5  |                                                               |                 |                 | Chicago, Illinois Publik: 62 000 Domare: Roberto Moreno (Panama) | Chicago, Illinois Publik: 62 000 Domare: Roberto Moreno (Panama) |

### Grupp B
| Nr | Lag       | S | V | O | F | GM | IM | MS  | P |
| -- | --------- | - | - | - | - | -- | -- | --- | - |
| 1  | Jamaica   | 3 | 3 | 0 | 0 | 7  | 0  | +7  | 9 |
| 2  | Honduras  | 3 | 1 | 1 | 1 | 7  | 2  | +5  | 4 |
| 3  | Guatemala | 3 | 1 | 1 | 1 | 4  | 2  | +2  | 4 |
| 4  | Grenada   | 3 | 0 | 0 | 3 | 1  | 15 | −14 | 0 |

|             | 6 juni 2011 | Jamaica                                                              | 4 – 0           | Grenada | The Home Depot Center                                             |                                                                   |
| 18:00 UTC−7 | 18:00 UTC−7 | Luton Shelton 21′ Ryan Johnson 39′ Demar Phillips 79′ Omar Daley 84′ | (2 – 0) Rapport |         | Carson, Kalifornien Publik: 21 507 Domare: Baldomero Toledo (USA) | Carson, Kalifornien Publik: 21 507 Domare: Baldomero Toledo (USA) |
| 18:00 UTC−7 | 18:00 UTC−7 |                                                                      |                 |         | Carson, Kalifornien Publik: 21 507 Domare: Baldomero Toledo (USA) | Carson, Kalifornien Publik: 21 507 Domare: Baldomero Toledo (USA) |
| 18:00 UTC−7 | 18:00 UTC−7 |                                                                      |                 |         | Carson, Kalifornien Publik: 21 507 Domare: Baldomero Toledo (USA) | Carson, Kalifornien Publik: 21 507 Domare: Baldomero Toledo (USA) |

|             | 6 juni 2011 | Honduras | 0 – 0   | Guatemala | The Home Depot Center                                                |                                                                      |
| 20:00 UTC−7 | 20:00 UTC−7 |          | Rapport |           | Carson, Kalifornien Publik: 21 507 Domare: Francisco Chacón (Mexiko) | Carson, Kalifornien Publik: 21 507 Domare: Francisco Chacón (Mexiko) |
| 20:00 UTC−7 | 20:00 UTC−7 |          |         |           | Carson, Kalifornien Publik: 21 507 Domare: Francisco Chacón (Mexiko) | Carson, Kalifornien Publik: 21 507 Domare: Francisco Chacón (Mexiko) |
| 20:00 UTC−7 | 20:00 UTC−7 |          |         |           | Carson, Kalifornien Publik: 21 507 Domare: Francisco Chacón (Mexiko) | Carson, Kalifornien Publik: 21 507 Domare: Francisco Chacón (Mexiko) |

|             | 10 juni 2011 | Jamaica                 | 2 – 0           | Guatemala | FIU Stadium                                                       |                                                                   |
| 19:00 UTC−4 | 19:00 UTC−4  | Demar Phillips 66′, 76′ | (0 – 0) Rapport |           | Miami, Florida Publik: 18 057 Domare: Wálter Quesada (Costa Rica) | Miami, Florida Publik: 18 057 Domare: Wálter Quesada (Costa Rica) |
| 19:00 UTC−4 | 19:00 UTC−4  |                         |                 |           | Miami, Florida Publik: 18 057 Domare: Wálter Quesada (Costa Rica) | Miami, Florida Publik: 18 057 Domare: Wálter Quesada (Costa Rica) |
| 19:00 UTC−4 | 19:00 UTC−4  |                         |                 |           | Miami, Florida Publik: 18 057 Domare: Wálter Quesada (Costa Rica) | Miami, Florida Publik: 18 057 Domare: Wálter Quesada (Costa Rica) |

|             | 10 juni 2011 | Grenada | 1 – 7           | Honduras                                                                                          | FIU Stadium                                                |                                                            |
| 21:00 UTC−4 | 21:00 UTC−4  |         | (1 – 3) Rapport | 26′, 37′ Jerry Bengtson 28′, 67′, 71′ Carlo Costly 88′ Walter Julián Martínez 90+3′ Alfredo Mejía | Miami, Florida Publik: 18 057 Domare: Dave Gantar (Kanada) | Miami, Florida Publik: 18 057 Domare: Dave Gantar (Kanada) |
| 21:00 UTC−4 | 21:00 UTC−4  |         |                 |                                                                                                   | Miami, Florida Publik: 18 057 Domare: Dave Gantar (Kanada) | Miami, Florida Publik: 18 057 Domare: Dave Gantar (Kanada) |
| 21:00 UTC−4 | 21:00 UTC−4  |         |                 |                                                                                                   | Miami, Florida Publik: 18 057 Domare: Dave Gantar (Kanada) | Miami, Florida Publik: 18 057 Domare: Dave Gantar (Kanada) |

|             | 13 juni 2011 | Guatemala                                                                              | 4 – 0           | Grenada | Red Bull Arena                                                     |                                                                    |
| 19:00 UTC−4 | 19:00 UTC−4  | José Javier del Aguila 16′ Marco Pappa 22′ Carlos Ruiz 54′ Carlos Eduardo Gallardo 59′ | (2 – 0) Rapport |         | Harrison, New Jersey Publik: 25 000 Domare: Baldomero Toledo (USA) | Harrison, New Jersey Publik: 25 000 Domare: Baldomero Toledo (USA) |
| 19:00 UTC−4 | 19:00 UTC−4  |                                                                                        |                 |         | Harrison, New Jersey Publik: 25 000 Domare: Baldomero Toledo (USA) | Harrison, New Jersey Publik: 25 000 Domare: Baldomero Toledo (USA) |
| 19:00 UTC−4 | 19:00 UTC−4  |                                                                                        |                 |         | Harrison, New Jersey Publik: 25 000 Domare: Baldomero Toledo (USA) | Harrison, New Jersey Publik: 25 000 Domare: Baldomero Toledo (USA) |

|             | 13 juni 2011 | Honduras | 0 – 1           | Jamaica          | Red Bull Arena                                                         |                                                                        |
| 21:00 UTC−4 | 21:00 UTC−4  |          | (0 – 1) Rapport | 36′ Ryan Johnson | Harrison, New Jersey Publik: 25 000 Domare: Joel Aguilar (El Salvador) | Harrison, New Jersey Publik: 25 000 Domare: Joel Aguilar (El Salvador) |
| 21:00 UTC−4 | 21:00 UTC−4  |          |                 |                  | Harrison, New Jersey Publik: 25 000 Domare: Joel Aguilar (El Salvador) | Harrison, New Jersey Publik: 25 000 Domare: Joel Aguilar (El Salvador) |
| 21:00 UTC−4 | 21:00 UTC−4  |          |                 |                  | Harrison, New Jersey Publik: 25 000 Domare: Joel Aguilar (El Salvador) | Harrison, New Jersey Publik: 25 000 Domare: Joel Aguilar (El Salvador) |

### Grupp C
| Nr | Lag        | S | V | O | F | GM | IM | MS | P |
| -- | ---------- | - | - | - | - | -- | -- | -- | - |
| 1  | Panama     | 3 | 2 | 1 | 0 | 6  | 4  | +2 | 7 |
| 2  | USA        | 3 | 2 | 0 | 1 | 4  | 2  | +2 | 6 |
| 3  | Kanada     | 3 | 1 | 1 | 1 | 2  | 3  | −1 | 4 |
| 4  | Guadeloupe | 3 | 0 | 0 | 3 | 2  | 5  | −3 | 0 |

|             | 7 juni 2011 | Panama                                                          | 3 – 2           | Guadeloupe            | Ford Field                                                          |                                                                     |
| 18:00 UTC−4 | 18:00 UTC−4 | Blas Pérez 29′ Luis Tejada 31′ Gabriel Enrique Gómez 57′ (str.) | (2 – 0) Rapport | 65′, 78′ Brice Jovial | Detroit, Michigan Publik: 28 209 Domare: Marlon Mejía (El Salvador) | Detroit, Michigan Publik: 28 209 Domare: Marlon Mejía (El Salvador) |
| 18:00 UTC−4 | 18:00 UTC−4 |                                                                 |                 |                       | Detroit, Michigan Publik: 28 209 Domare: Marlon Mejía (El Salvador) | Detroit, Michigan Publik: 28 209 Domare: Marlon Mejía (El Salvador) |
| 18:00 UTC−4 | 18:00 UTC−4 |                                                                 |                 |                       | Detroit, Michigan Publik: 28 209 Domare: Marlon Mejía (El Salvador) | Detroit, Michigan Publik: 28 209 Domare: Marlon Mejía (El Salvador) |

|             | 7 juni 2011 | USA                                 | 2 – 0           | Kanada | Ford Field                                                                    |                                                                               |
| 18:00 UTC−4 | 18:00 UTC−4 | Jozy Altidore 15′ Clint Dempsey 62′ | (1 – 0) Rapport |        | Detroit, Michigan Publik: 28 209 Domare: Walter López Castellanos (Guatemala) | Detroit, Michigan Publik: 28 209 Domare: Walter López Castellanos (Guatemala) |
| 18:00 UTC−4 | 18:00 UTC−4 |                                     |                 |        | Detroit, Michigan Publik: 28 209 Domare: Walter López Castellanos (Guatemala) | Detroit, Michigan Publik: 28 209 Domare: Walter López Castellanos (Guatemala) |
| 18:00 UTC−4 | 18:00 UTC−4 |                                     |                 |        | Detroit, Michigan Publik: 28 209 Domare: Walter López Castellanos (Guatemala) | Detroit, Michigan Publik: 28 209 Domare: Walter López Castellanos (Guatemala) |

|             | 11 juni 2011 | Kanada                       | 1 – 0           | Guadeloupe | Raymond James Stadium                                          |                                                                |
| 18:00 UTC−4 | 18:00 UTC−4  | Dwayne De Rosario 51′ (str.) | (0 – 0) Rapport |            | Tampa, Florida Publik: 27 731 Domare: Trevor Taylor (Barbados) | Tampa, Florida Publik: 27 731 Domare: Trevor Taylor (Barbados) |
| 18:00 UTC−4 | 18:00 UTC−4  |                              |                 |            | Tampa, Florida Publik: 27 731 Domare: Trevor Taylor (Barbados) | Tampa, Florida Publik: 27 731 Domare: Trevor Taylor (Barbados) |
| 18:00 UTC−4 | 18:00 UTC−4  |                              |                 |            | Tampa, Florida Publik: 27 731 Domare: Trevor Taylor (Barbados) | Tampa, Florida Publik: 27 731 Domare: Trevor Taylor (Barbados) |

|             | 11 juni 2011 | USA                  | 1 – 2           | Panama                                                       | Raymond James Stadium                                                  |                                                                        |
| 20:00 UTC−4 | 20:00 UTC−4  | Clarence Goodson 66′ | (0 – 2) Rapport | 19′ (sjm.) Clarence Goodson 36′ (str.) Gabriel Enrique Gómez | Tampa, Florida Publik: 27 731 Domare: Marco Antonio Rodríguez (Mexiko) | Tampa, Florida Publik: 27 731 Domare: Marco Antonio Rodríguez (Mexiko) |
| 20:00 UTC−4 | 20:00 UTC−4  |                      |                 |                                                              | Tampa, Florida Publik: 27 731 Domare: Marco Antonio Rodríguez (Mexiko) | Tampa, Florida Publik: 27 731 Domare: Marco Antonio Rodríguez (Mexiko) |
| 20:00 UTC−4 | 20:00 UTC−4  |                      |                 |                                                              | Tampa, Florida Publik: 27 731 Domare: Marco Antonio Rodríguez (Mexiko) | Tampa, Florida Publik: 27 731 Domare: Marco Antonio Rodríguez (Mexiko) |

|             | 14 juni 2011 | Kanada                       | 1 – 1           | Panama            | Sporting Park                                                                   |                                                                                 |
| 18:00 UTC−5 | 18:00 UTC−5  | Dwayne De Rosario 62′ (str.) | (0 – 0) Rapport | 90+1′ Luis Tejada | Kansas City, Kansas Publik: 20 109 Domare: Walter López Castellanos (Guatemala) | Kansas City, Kansas Publik: 20 109 Domare: Walter López Castellanos (Guatemala) |
| 18:00 UTC−5 | 18:00 UTC−5  |                              |                 |                   | Kansas City, Kansas Publik: 20 109 Domare: Walter López Castellanos (Guatemala) | Kansas City, Kansas Publik: 20 109 Domare: Walter López Castellanos (Guatemala) |
| 18:00 UTC−5 | 18:00 UTC−5  |                              |                 |                   | Kansas City, Kansas Publik: 20 109 Domare: Walter López Castellanos (Guatemala) | Kansas City, Kansas Publik: 20 109 Domare: Walter López Castellanos (Guatemala) |

|             | 14 juni 2011 | Guadeloupe | 0 – 1           | USA              | Sporting Park                                                         |                                                                       |
| 20:00 UTC−5 | 20:00 UTC−5  |            | (0 – 1) Rapport | 9′ Jozy Altidore | Kansas City, Kansas Publik: 20 109 Domare: Jeffrey Solís (Costa Rica) | Kansas City, Kansas Publik: 20 109 Domare: Jeffrey Solís (Costa Rica) |
| 20:00 UTC−5 | 20:00 UTC−5  |            |                 |                  | Kansas City, Kansas Publik: 20 109 Domare: Jeffrey Solís (Costa Rica) | Kansas City, Kansas Publik: 20 109 Domare: Jeffrey Solís (Costa Rica) |
| 20:00 UTC−5 | 20:00 UTC−5  |            |                 |                  | Kansas City, Kansas Publik: 20 109 Domare: Jeffrey Solís (Costa Rica) | Kansas City, Kansas Publik: 20 109 Domare: Jeffrey Solís (Costa Rica) |

### Ranking av grupptreor
| Nr | Lag (grupp)     | S | V | O | F | GM | IM | MS | P |
| -- | --------------- | - | - | - | - | -- | -- | -- | - |
| 1  | Guatemala (B)   | 3 | 1 | 1 | 1 | 4  | 2  | +2 | 4 |
| 2  | El Salvador (A) | 3 | 1 | 1 | 1 | 7  | 7  | 0  | 4 |
| 3  | Kanada (C)      | 3 | 1 | 1 | 1 | 2  | 3  | −1 | 4 |

## Slutspel

### Slutspelsträd
|  | Kvartsfinaler   | Kvartsfinaler |          |       | Semifinaler | Semifinaler |  |  | Final | Final |
|  |                 |               |          |       |             |             |  |  |       |       |
|  |                 |               |          |       |             |             |  |  |       |       |
|  |                 |               |          |       |             |             |  |  |       |       |
|  | Jamaica         | 0             |          |       |             |             |  |  |       |       |
|  | Jamaica         | 0             |          |       |             |             |  |  |       |       |
|  | USA             | 2             |          |       |             |             |  |  |       |       |
|  | USA             | 2             | USA      | 1     |             |             |  |  |       |       |
|  |                 |               | USA      | 1     |             |             |  |  |       |       |
|  |                 | Panama        | 0        |       |             |             |  |  |       |       |
|  | Panama (str.)   | Panama        | 0        | 1 (5) |             |             |  |  |       |       |
|  | Panama (str.)   |               |          | 1 (5) |             |             |  |  |       |       |
|  | El Salvador     | 1 (3)         |          |       |             |             |  |  |       |       |
|  | El Salvador     | 1 (3)         | USA      | 2     |             |             |  |  |       |       |
|  |                 |               | USA      | 2     |             |             |  |  |       |       |
|  |                 | Mexiko        | 4        |       |             |             |  |  |       |       |
|  | Costa Rica      | Mexiko        | 4        | 1 (2) |             |             |  |  |       |       |
|  | Costa Rica      |               |          | 1 (2) |             |             |  |  |       |       |
|  | Honduras (str.) | 1 (4)         |          |       |             |             |  |  |       |       |
|  | Honduras (str.) | 1 (4)         | Honduras | 0     |             |             |  |  |       |       |
|  |                 |               | Honduras | 0     |             |             |  |  |       |       |
|  |                 | Mexiko (e.f.) | 2        |       |             |             |  |  |       |       |
|  | Mexiko          | Mexiko (e.f.) | 2        | 2     |             |             |  |  |       |       |
|  | Mexiko          |               |          | 2     |             |             |  |  |       |       |
|  | Guatemala       | 1             |          |       |             |             |  |  |       |       |
|  | Guatemala       | 1             |          |       |             |             |  |  |       |       |

### Kvartsfinaler
|             | 18 juni 2011 | Costa Rica                                           | 0000 1 – 1 (e.fl.)         | Honduras                                                     | New Meadowlands Stadium                                                    |                                                                            |
| 17:00 UTC−4 | 17:00 UTC−4  | Dennis Marshall 56′                                  | (0 – 0) Rapport            | 49′ Jerry Bengtson                                           | East Rutherford, New Jersey Publik: 78 807 Domare: Roberto Moreno (Panama) | East Rutherford, New Jersey Publik: 78 807 Domare: Roberto Moreno (Panama) |
| 17:00 UTC−4 | 17:00 UTC−4  |                                                      |                            |                                                              | East Rutherford, New Jersey Publik: 78 807 Domare: Roberto Moreno (Panama) | East Rutherford, New Jersey Publik: 78 807 Domare: Roberto Moreno (Panama) |
| 17:00 UTC−4 | 17:00 UTC−4  | Celso Borges Bryan Ruiz Álvaro Saborío Joel Campbell | Straffsparksläggning 2 – 4 | Carlo Costly Víctor Bernárdez Wilson Palacios Jerry Bengtson | East Rutherford, New Jersey Publik: 78 807 Domare: Roberto Moreno (Panama) | East Rutherford, New Jersey Publik: 78 807 Domare: Roberto Moreno (Panama) |

|             | 18 juni 2011 | Mexiko | 2 – 1           | Guatemala      | New Meadowlands Stadium                                                        |                                                                                |
| 20:00 UTC−4 | 20:00 UTC−4  |        | (0 – 1) Rapport | 5′ Carlos Ruiz | East Rutherford, New Jersey Publik: 78 807 Domare: Courtney Campbell (Jamaica) | East Rutherford, New Jersey Publik: 78 807 Domare: Courtney Campbell (Jamaica) |
| 20:00 UTC−4 | 20:00 UTC−4  |        |                 |                | East Rutherford, New Jersey Publik: 78 807 Domare: Courtney Campbell (Jamaica) | East Rutherford, New Jersey Publik: 78 807 Domare: Courtney Campbell (Jamaica) |
| 20:00 UTC−4 | 20:00 UTC−4  |        |                 |                | East Rutherford, New Jersey Publik: 78 807 Domare: Courtney Campbell (Jamaica) | East Rutherford, New Jersey Publik: 78 807 Domare: Courtney Campbell (Jamaica) |

|             | 19 juni 2011 | Jamaica | 0 – 2           | USA                                  | Robert F. Kennedy Memorial Stadium                                 |                                                                    |
| 15:00 UTC−4 | 15:00 UTC−4  |         | (0 – 0) Rapport | 49′ Jermaine Jones 79′ Clint Dempsey | Washington Publik: 45 424 Domare: Marco Antonio Rodríguez (Mexiko) | Washington Publik: 45 424 Domare: Marco Antonio Rodríguez (Mexiko) |
| 15:00 UTC−4 | 15:00 UTC−4  |         |                 |                                      | Washington Publik: 45 424 Domare: Marco Antonio Rodríguez (Mexiko) | Washington Publik: 45 424 Domare: Marco Antonio Rodríguez (Mexiko) |
| 15:00 UTC−4 | 15:00 UTC−4  |         |                 |                                      | Washington Publik: 45 424 Domare: Marco Antonio Rodríguez (Mexiko) | Washington Publik: 45 424 Domare: Marco Antonio Rodríguez (Mexiko) |

|             | 19 juni 2011 | Panama                                                                   | 0000 1 – 1 (e.fl.)         | El Salvador                                           | Robert F. Kennedy Memorial Stadium                            |                                                               |
| 18:00 UTC−4 | 18:00 UTC−4  | Luis Tejada 90′                                                          | (0 – 0) Rapport            | 78′ (str.) Rodolfo Zelaya                             | Washington Publik: 45 424 Domare: Wálter Quesada (Costa Rica) | Washington Publik: 45 424 Domare: Wálter Quesada (Costa Rica) |
| 18:00 UTC−4 | 18:00 UTC−4  |                                                                          |                            |                                                       | Washington Publik: 45 424 Domare: Wálter Quesada (Costa Rica) | Washington Publik: 45 424 Domare: Wálter Quesada (Costa Rica) |
| 18:00 UTC−4 | 18:00 UTC−4  | Nelson Barahona Luis Rentería Aníbal Godoy Amílcar Henríquez Luis Tejada | Straffsparksläggning 5 – 3 | Dennis Alas Osael Romero Rodolfo Zelaya Andrés Flores | Washington Publik: 45 424 Domare: Wálter Quesada (Costa Rica) | Washington Publik: 45 424 Domare: Wálter Quesada (Costa Rica) |

### Semifinaler
|             | 22 juni 2011 | USA               | 1 – 0           | Panama | Reliant Stadium                                                   |                                                                   |
| 18:00 UTC−5 | 18:00 UTC−5  | Clint Dempsey 76′ | (0 – 0) Rapport |        | Houston, Texas Publik: 70 627 Domare: Enrico Wijngaarde (Surinam) | Houston, Texas Publik: 70 627 Domare: Enrico Wijngaarde (Surinam) |
| 18:00 UTC−5 | 18:00 UTC−5  |                   |                 |        | Houston, Texas Publik: 70 627 Domare: Enrico Wijngaarde (Surinam) | Houston, Texas Publik: 70 627 Domare: Enrico Wijngaarde (Surinam) |
| 18:00 UTC−5 | 18:00 UTC−5  |                   |                 |        | Houston, Texas Publik: 70 627 Domare: Enrico Wijngaarde (Surinam) | Houston, Texas Publik: 70 627 Domare: Enrico Wijngaarde (Surinam) |

|             | 22 juni 2011 | Honduras | 0000 0 – 2 (e.fl.) | Mexiko                                  | Reliant Stadium                                                            |                                                                            |
| 21:00 UTC−5 | 21:00 UTC−5  |          | (0 – 0) Rapport    | 93′ Aldo de Nigris 99′ Javier Hernández | Houston, Texas Publik: 70 627 Domare: Walter López Castellanos (Guatemala) | Houston, Texas Publik: 70 627 Domare: Walter López Castellanos (Guatemala) |
| 21:00 UTC−5 | 21:00 UTC−5  |          |                    |                                         | Houston, Texas Publik: 70 627 Domare: Walter López Castellanos (Guatemala) | Houston, Texas Publik: 70 627 Domare: Walter López Castellanos (Guatemala) |
| 21:00 UTC−5 | 21:00 UTC−5  |          |                    |                                         | Houston, Texas Publik: 70 627 Domare: Walter López Castellanos (Guatemala) | Houston, Texas Publik: 70 627 Domare: Walter López Castellanos (Guatemala) |

### Final
|             | 25 juni 2011 | USA                                   | 2 – 4           | Mexiko                                                            | Rose Bowl                                                               |                                                                         |
| 18:00 UTC−7 | 18:00 UTC−7  | Michael Bradley 8′ Landon Donovan 23′ | (2 – 2) Rapport | 29′, 50′ Pablo Barrera 36′ Andrés Guardado 76′ Giovani dos Santos | Pasadena, Kalifornien Publik: 93 420 Domare: Joel Aguilar (El Salvador) | Pasadena, Kalifornien Publik: 93 420 Domare: Joel Aguilar (El Salvador) |
| 18:00 UTC−7 | 18:00 UTC−7  |                                       |                 |                                                                   | Pasadena, Kalifornien Publik: 93 420 Domare: Joel Aguilar (El Salvador) | Pasadena, Kalifornien Publik: 93 420 Domare: Joel Aguilar (El Salvador) |
| 18:00 UTC−7 | 18:00 UTC−7  |                                       |                 |                                                                   | Pasadena, Kalifornien Publik: 93 420 Domare: Joel Aguilar (El Salvador) | Pasadena, Kalifornien Publik: 93 420 Domare: Joel Aguilar (El Salvador) |

## Statistik

### Målskyttar
7 mål
- Javier Hernández

4 mål
| - Rodolfo Zelaya | - Aldo de Nigris |  |

3 mål
| - Marco Ureña - Jerry Bengtson - Carlo Costly | - Demar Phillips - Pablo Barrera | - Giovani dos Santos - Andrés Guardado | - Luis Tejada - Clint Dempsey |

2 mål
| - Dwayne De Rosario - Brice Jovial | - Carlos Ruiz - Ryan Johnson | - Gabriel Gómez | - Jozy Altidore |

1 mål
| - Randall Brenes - Joel Campbell - Dennis Marshall - Heiner Mora - Álvaro Saborío - Yénier Márquez | - Arturo Alvarez - Léster Blanco - Eliseo Quintanilla - Osael Romero - Clive Murray - José Javier del Aguila | - Carlos Gallardo - Marco Pappa - Walter Martínez - Alfredo Mejía - Omar Daley - Luton Shelton | - Efraín Juárez - Rafael Márquez - Blas Pérez - Michael Bradley - Landon Donovan - Clarence Goodson |

Självmål
- Jermaine Taylor (mot USA)
- Clarence Goodson (mot Panama)

### Slutställning
Matcher avgjorda under förlängning räknas som vinst respektive förlust. Matcher avgjorda under straffsparksläggning räknas som oavgjorda.
| Nr | Lag         | S | V | O | F | GM | IM | MS  | P  |
| -- | ----------- | - | - | - | - | -- | -- | --- | -- |
| 1  | Mexiko      | 6 | 6 | 0 | 0 | 22 | 4  | +18 | 18 |
| 2  | USA         | 6 | 4 | 0 | 2 | 9  | 6  | +3  | 12 |
| 3  | Panama      | 5 | 2 | 2 | 1 | 7  | 6  | +1  | 8  |
| 4  | Honduras    | 5 | 1 | 2 | 2 | 8  | 5  | +3  | 5  |
| 5  | Jamaica     | 4 | 3 | 0 | 1 | 7  | 2  | +5  | 9  |
| 6  | Costa Rica  | 4 | 1 | 2 | 1 | 8  | 6  | +2  | 5  |
| 7  | El Salvador | 4 | 1 | 2 | 1 | 8  | 8  | 0   | 5  |
| 8  | Guatemala   | 4 | 1 | 1 | 2 | 5  | 4  | +1  | 4  |
| 9  | Kanada      | 3 | 1 | 1 | 1 | 2  | 3  | −1  | 4  |
| 10 | Guadeloupe  | 3 | 0 | 0 | 3 | 2  | 5  | −3  | 0  |
| 11 | Grenada     | 3 | 0 | 0 | 3 | 1  | 15 | −14 | 0  |
| 12 | Kuba        | 3 | 0 | 0 | 3 | 1  | 16 | −15 | 0  |

## Priser och utmärkelser

### Individuella priser
| Guldskon         | Mest värdefulle spelaren | Bäste målvakt   | Fair Play-priset |
| ---------------- | ------------------------ | --------------- | ---------------- |
| Javier Hernández | Javier Hernández         | Noel Valladares | Mexiko           |

Fair Play-priset tilldelades Mexiko eftersom de fick minst antal kort.
| Nr | Spelare          | Motståndare |
| -- | ---------------- | ----------- |
| 1  | Tim Howard       | Kanada      |
| 2  | Alfredo Talavera | Honduras    |
| 3  | Noel Valladares  | Costa Rica  |
| 4  | Noel Valladares  | Mexiko      |
| 5  | Keylor Navas     | Mexiko      |
| 6  | Jaime Penedo     | USA         |
| 7  | Miguel Montes    | Costa Rica  |
| 8  | Dennis Marshall  | Honduras    |
| 9  | Ricardo Jerez    | Grenada     |
| 10 | Franck Grandel   | USA         |

| Nr | Spelare            | Motståndare |
| -- | ------------------ | ----------- |
| 1  | Giovani Dos Santos | USA         |
| 2  | Landon Donovan     | Mexiko      |
| 3  | Andrés Guardado    | Costa Rica  |
| 4  | Jozy Altidore      | Guadeloupe  |
| 5  | Rodolfo Zelaya     | Costa Rica  |
| 6  | Javier Hernández   | Guatemala   |
| 7  | Joel Campbell      | Kuba        |
| 8  | Omar Daley         | Grenada     |
| 9  | Carlos Ruiz        | Mexiko      |
| 10 | Pablo Barrera      | USA         |

### All Star-laget
All Star-laget valdes ut av spelare från kvartsfinallagen.
| Målvakt                          | Försvarare                                                     | Mittfältare                                                                   | Anfallare                                                 |
| -------------------------------- | -------------------------------------------------------------- | ----------------------------------------------------------------------------- | --------------------------------------------------------- |
| Noel Valladares Alfredo Talavera | Dennis Marshall Osman Chávez Rafael Márquez Felipe Baloy Gómez | Dwayne De Rosario Randall Brenes Carlos Ruiz Pablo Barrera Giovani dos Santos | Rodolfo Zelaya Javier Hernández Luis Tejada Jozy Altidore |

### Fotnoter
1. ↑  Fifa (24 september 2008). ”International Match Calendar 2008–2014” (Portable Document Format). Pressmeddelande.  Läst 23 december 2008. Arkiverad från originalet den 26 januari 2009.
2. ↑  Cherry, Gene (21 juli 2010). ”Rose Bowl to host 2011 CONCACAF Gold Cup final”. Reuters.com. Reuters. Arkiverad från originalet den 24 augusti 2010. https://web.archive.org/web/20100824035517/http://www.reuters.com/article/idUSTRE66K4D920100721. Läst 12 augusti 2010.  ”Southern California's Rose Bowl will host CONCACAF's 2011 Gold Cup final next juni 25, the confederation announced on Wednesday.”
3. ↑  ”West Ham's Pablo Barrera scores twice to help Mexico to Gold Cup glory”. Guardian. 26 juni 2011. Arkiverad från originalet den 29 juli 2011. https://web.archive.org/web/20110729092947/http://www.guardian.co.uk/football/2011/jun/26/west-ham-pablo-barrera-mexico-gold-cup. Läst 27 juni 2011.
4. ↑  ”In an Early 2-0 Hole, Mexico Storms Back to Win the Gold Cup”. New York Times. 26 juni 2011. http://www.nytimes.com/2011/06/26/sports/soccer/in-an-early-2-0-hole-mexico-storms-back-to-win-the-gold-cup.html?_r=1&ref=soccer. Läst 27 juni 2011.
5. ↑  ”Gold Cup to visit new cities, stadiums in 2011”. concacaf.com. CONCACAF. 16 december 2010. Arkiverad från originalet den 3 mars 2011. https://web.archive.org/web/20110303184400/http://www.concacaf.com/page/GoldCup/NewsDetail/0%2C%2C12813~2225472%2C00.html. Läst 30 mars 2011.
6. ↑  ”Mexico suspends five players”. CONCACAF.com. 9 juni 2011. Arkiverad från originalet den 12 juni 2011. https://web.archive.org/web/20110612062721/http://www.concacaf.com/page/GoldCup/NewsDetail/0%2C%2C12813~2374171%2C00.html.
7. ↑  ”Mexican team insists doping was accident”. CONCACAF.com. 10 juni 2011. Arkiverad från originalet den 13 juni 2011. https://web.archive.org/web/20110613212652/http://www.concacaf.com/page/GoldCup/NewsDetail/0%2C%2C12813~2374230%2C00.html.
8. ↑  ”Meeting on Mexican suspensions postponed”. CONCACAF.com. 11 juni 2011. Arkiverad från originalet den 13 juni 2011. https://web.archive.org/web/20110613032440/http://www.concacaf.com/page/GoldCup/NewsDetail/0%2C%2C12813~2374790%2C00.html.
9. ↑  ”Mexican "B" samples test negative”. concacaf.com. 15 juni 2011. Arkiverad från originalet den 18 juni 2011. https://web.archive.org/web/20110618211825/http://www.concacaf.com/page/GoldCup/NewsDetail/0%2C%2C12813~2376467%2C00.html. Läst 15 juni 2011.
10. ↑  ”Gold Cup Organizing Committee authorizes Mexico to replace up to five players”. CONCACAF.com. 20 juni 2011. Arkiverad från originalet den 22 juni 2011. https://web.archive.org/web/20110622063346/http://www.concacaf.com/page/GoldCup/NewsDetail/0%2C%2C12813~2378800%2C00.html.
11. ↑  ”Mexico – El Salvador to highlight Gold Cup opener”. concacaf.com. CONCACAF. 8 mars 2011. Arkiverad från originalet den 11 mars 2011. https://web.archive.org/web/20110311121549/http://www.concacaf.com/page/GoldCup/NewsDetail/0%2C%2C12813~2310439%2C00.html. Läst 30 mars 2011.
12. ↑  ”Regulations in English: CONCACAF Gold Cup 2011”. CONCACAF.com. Arkiverad från originalet den 24 september 2012. https://web.archive.org/web/20120924101320/http://www.concacaf.com/staticFiles/b0/6f/0%2C%2C12813~159664%2C00.pdf.
13. ↑  CONCACAF Arkiverad 17 mars 2012 hämtat från the Wayback Machine.
14. ↑  CONCACAF Arkiverad 17 mars 2012 hämtat från the Wayback Machine.